# حسن سعید
حسن سعید (انگلیسی: Hassan Saaid؛ زادهٔ ۴ مارس ۱۹۹۲) ورزشکار دو و میدانی اهل مالدیو است.